# Kanye West
Ye (født Kanye Omari West, 8. juni 1977), kendt professionelt som Kanye West er en amerikansk rapper, hiphopproducer popmusiker og tøjdesigner fra Chicago. Han har udgivet elleve albums. De første tre var The College Dropout, Late Registration, Graduation i 2007. Disse tre albums har indbragt ham i alt ni Grammy Awards.
Hans 3 første albummer var alle hiphop, men på 808s & Heartbreak benytter han sig på hele pladen af autotune. Kanye West bruger TR-808-trommer på samtlige sange, deraf albummets navn. Med på pladen har han gæstestjerner som Lil' Wayne og Young Jeezy.
Kanye har med My Beautiful Dark Twisted Fantasy fået meget positive anmeldelser. Han har også lavet en kortfilm med navnet Runaway, hvilket også er navnet på en single fra albummet. 18. juni 2013 udkom efterfølgeren til My Beautiful Dark Twisted Fantasy, det eksperimentelle album Yeezus. 14. februar 2016 udgav han sit 7. album; The Life of Pablo. 1. juli 2018 udgav han albummet ye, der havde stor fokus på hans mentale helbred, og en uge senere d 8. juni udgav et collab-album med Kid Cudi, Kids See Ghosts. I 2019 udgav han det gospelinspirerede album, Jesus is King. Hans seneste albums Donda (2021) og Donda 2 (2022) er en hyldest til hans mor Donda.
Kanye West er en del af pladeselskabet Roc-A-Fella, som Jay-Z er CEO for. Kanye West har også sit eget rap- og RnB-pladeselskab, G.O.O.D Music (Getting Out Our Dreams). John Legend og Common var de første, der underskrev kontrakt for G.O.O.D Music. Legends album Get Lifted og Commons Be er begge Kanye-producerede album.
Ud over sin egen musikalske karriere har han som produceret størstedelen af albummet Be for rapperen Common, og Kanye West er desuden kendt for at producere og medvirke som gæsteoptrædende på et enkelt nummer for mange forskellige artister, i stil med f.eks. Pharrell Williams fra The Neptunes og N.E.R.D. Han har også designet sit eget tøjmærke Pastelle.
Hans internationale gennembrud opstod, da han producerede for Jay-Z på hans album The Blueprint, som udkom i 2001. Hans egen musikalske karriere startede ved superhittet Jesus Walks, som nu er en legendarisk Kanye West-sang.
Kanye Wests musik- og producer-stil er, at han bruger samples meget. I stort set hvert track har han et eller flere samples med fra tidligere hits fra andre artister.
Kanye West er også kendt for at være en trendsetter når det kommer til mode og hans tøjstil har gjort ham til en anerkendt modemand.
NIKE udgav Nike Air Yeezy II i 2009, skoen var ekstremt populær og kunne købes for 250$ da den udkom. Da skoen blev udsolgt meget hurtigt er de sidenhen blevet solgt på sider som Ebay, hvor der er solgt par for over 90.000$.

## Privatliv
Kanye West var gift med Kim Kardashian fra 2014 til 2021. Sammen har de døtrene North West og Chicago West, samt to sønner, Saint West og Psalm West.

### Navneskifte
24. august 2021 ansøgte West om at få sit navn ændret fra "Kanye Omari West" til "Ye" uden hverken mellem- eller efternavn. I oktober samme år blev det rapportet at ansøgningen var blevet efterkommet. West havde allerede antydet ønsket om et navneskifte siden 2018.

## Politiske ambitioner
West erklærede 5. juli 2020 at han agtede at stille som præsidentkandidat ved præsidentvalget i USA 2020. Imidlertid undlod han at registrere sig i flere delstater inden fristens udløb. Oklahoma var den første delstat til at anerkende hans kandidatur. West holdt en lang, usammenhængende tale i Charleston, iført skudsikker vest og med "2020" barberet på hovedet. Han fremførte påstande som at "Harriet Tubman aldrig virkelig fik slaverne sat fri, hun fik dem bare til at arbejde for andre hvide". Mødet nåede nye højder, da West fremlagde sin opfattelse af, at det var Guds direkte indgriben, der fik hans kone Kim Kardashian til at afslå at tage abort, da hun var gravid med North. Angiveligt gik skærmen på Wests laptop i sort/hvidt, og Gud sagde: "If you fuck with my vision, I’m going to fuck with yours." Højt hulkende råbte West fra podiet: "Jeg slog næsten min datter ihjel! Jeg slog næsten min datter ihjel!" Han tog så til orde for en forhøjet økonomisk støtte til enlige mødre, op mod US$ 1 million, uden at redegøre for, hvor pengene skulle komme fra.

## Diskografi
- The College Dropout (2004)
- Late Registration (2005)
- Graduation (2007)
- 808s & heartbreak (2008)
- My Beautiful Dark Twisted Fantasy (2010)
- Watch the Throne  (2011) (med Jay-z)
- Yeezus  (2013)
- The Life of Pablo (2016)
- ye (2018)
- Kids See Ghosts (2018) (med Kid Cudi)
- Jesus Is King (2019)
- Donda (album) (en) (2021)
- Donda 2 (2022)
- Vultures 1 (2024) (med Ty Dolla Sign (en))
- Vultures 2 (2024) (med Ty Dolla Sign)

## G.O.O.D. Fridays
GOOD Fridays er et koncept startet af Kanye West. Det oprindelige koncept gik ud på, at Kanye West i 2010 ville udgive en ny sang hver fredag indtil jul gratis.
Flere af disse sange kom med på Kanyes album "My Beautiful Dark Twisted Fantasy". Sangen "The Joy" kom med på albummet "Watch The Throne" fra 2011.
G.O.O.D. Fridays :
- "Power Remix" feat. Jay-Z and Swizz Beatz
- "Monster" feat. Rick Ross, Jay-Z, Bon Iver and Nicki Minaj
- "Runaway Love Remix" feat. Justin Bieber and Raekwon
- "Devil In a New Dress"
- "Good Friday" feat. Kid Cudi, Common, Pusha T, Big Sean and Charlie Wilson
- "Lord Lord Lord" feat. Mos Def, Swizz Beatz, Raekwon and Charlie Wilson
- "So Appalled" feat. Jay-z, RZA, Pusha T, Swizz Beatz and Cyhi The Prynce
- "Christian Dior Denim Flow" feat. Kid Cudi, Pusha T, John Legen, Lloyd Banks and Ryan Leslie
- "Don't Stop!" feat. Child Rebel Soldier
- "Take One for the team" feat. Keri Hilson, Pusha T and Cyhi the Prynce
- "Don't Look Down" feat. Mos Def, Lupe Fiasco and Big Sean
- "The Joy" feat. Pete Rock, Jay-Z, Charlie Wilson, Curtis Mayfield, Kid Cudi
- "Looking for Trouble" feat. Pusha T, Cyhi the Prynce, Big Sean and J. Cole
- "Chain Heavy" feat. Talib Kweli, Consequence
- "Christmas in Harlem" feat. Cam'ron, Jim Jones, Vado, Cyhi the Prynce, Pusha T, Musiq Soulchild, Teyana Taylor and Big Sean
Alle sange kunne downloades helt gratis fra Kanye Wests officielle Website: www.kanyewest.com